# Hemibracon carpalis
Hemibracon carpalis är en stekelart som först beskrevs av Szepligeti 1904.  Hemibracon carpalis ingår i släktet Hemibracon och familjen bracksteklar. Inga underarter finns listade i Catalogue of Life.